# 권균묘역
권균묘역(權鈞墓域)은 대한민국 경기도 이천시 모가면 산내리에 있다. 1998년 2월 13일 이천시의 향토유적 제16호로 지정되었다.

## 같이 보기
- 권균